# Survivor Series (2017)
Survivor Series (2017) foi um evento de luta livre profissional produzido pela WWE e patrocinado pela Mattel que foi transmitido em formato pay-per-view e pelo WWE Network em 19 de novembro de 2017 no Toyota Center na cidade de Houston, Texas, e contou com a participação dos lutadores do Raw e do SmackDown. Este foi o trigésimo primeiro evento da cronologia do Survivor Series e o décimo quinto pay-per-view de 2017 no calendário da WWE.

## Antes do evento
Survivor Series teve combates de luta profissional de diferentes lutadores com rivalidades e histórias pré-determinadas que se desenvolveram no Raw e SmackDown. As histórias foram produzidas nos programas de televisão semanais da WWE, Raw, SmackDown Live e 205 Live, o último dos quais é exclusivo para a divisão peso-médio.
No pay-per-view exclusivo do programa Raw, No Mercy, Brock Lesnar derrotou Braun Strowman para manter o Campeonato Universal da WWE, enquanto no Hell in a Cell, pay-per-view exclusivo do programa SmackDown, Jinder Mahal manteve o Campeonato da WWE contra Shinsuke Nakamura. No episódio de 17 de outubro do SmackDown, depois de retornar de uma viagem à Índia, Mahal disse que um menino o tinha questionado quem seria seu próximo adversário. Mahal disse que tinha derrotado todos os adversários dignos do roster do SmackDown e que, no Survivor Series, queria enfrentar o melhor campeão do Raw, Brock Lesnar. Mahal, no entanto, foi interrompido por AJ Styles, que tomou exceção à reivindicação de Mahal e desafiou Mahal pelo Campeonato da WWE. Mahal disse que Styles era uma piada, e Styles retaliou atacando Mahal e The Singh Brothers (Samir e Sunil Singh). Nos bastidores, Mahal confrontou o gerente geral do SmackDown, Daniel Bryan, sobre o incidente e disse que um dos The Singh Brothers deveria fazer Styles pagar pelo que fez e Bryan concordou; Styles derrotou Sunil e Samir, respectivamente, nos seguintes dois episódios. Lesnar e seu porta-voz, Paul Heyman, apareceram no episódio do Raw de 23 de outubro para falar sobre o desafio de Mahal, onde ambos riram. Heyman afirmou que Mahal não era o homólogo de Lesnar, nem era digno de ser o Campeão da WWE, no entanto, eles aceitaram o desafio. As próximas duas semanas no SmackDown, Mahal respondeu a Lesnar, afirmando que ele havia superado muita adversidade e venceria a Lesnar no Survivor Series. No entanto, foi anunciado que Styles enfrentaria Mahal para o Campeonato da WWE no episódio do SmackDown, no dia 7 de novembro, onde Styles derrotou Mahal, tornando-o o campeão e, consequentemente, enfrentaria Lesnar no Survivor Series. Lesnar e Heyman apareceram na Raw na semana seguinte para abordar o novo oponente de Lesnar, afirmando que Styles foi o submundo final, mas que Lesnar foi o campeão número um da história da WWE. Na noite seguinte no Smackdown, Styles e Bryan zombaram de Lesnar e Heyman, com Bryan atuando como defensor de Styles e dizendo que Lesnar sempre se desvia mentalmente quando entra em águas profundas e Styles "afogaria" Lesnar.
No episódio do Raw de 23 de outubro, o gerente geral do Raw, Kurt Angle, anunciou o card de combates para Survivor Series. Com a exceção do campeonato dos pesos-médios do Raw (pois é exclusivo dessa programa), cada campeão da programa Raw estava agendado para enfrentar cada campeão da programa Smackdown em comabates não-válidos pelos títulos: o Campeão Universal contra o Campeão da WWE, o Campeão Intercontinental contra o Campeão dos Estados Unidos, a Campeã Feminina do Raw contra a Campeã Feminina do Smackdown e os Campeões de Duplas do Raw contra os Campeões de Duplas do Smackdown. Angle também anunciou que haveria dois combates tradicionais de eliminação da série Survivor Series, um combate masculino e um combate feminino, colocando cinco lutadores masculinos e femininos do Raw contra cinco dos lutadores masculinos e femininos do Smackdown, respectivamente.
The Miz manteve o campeonato Intercontinental contra Matt Hardy no episódio do Raw de 30 de outubro, mantendo-se no Survivor Series. Baron Corbin também manteve seu lugar no evento, mantendo o campeonato dos Estados Unidos contra Sin Cara no episódio do SmackDown, no dia 14 de novembro. Também no episódio de Raw de 30 de outubro, Alexa Bliss manteve o campeonato Feminino do Raw contra Mickie James, mantendo-a no combate do Survivor Series contra a campeã Feminina do Smackdown; a adversária era originalmente Natalya, mas foi substituída por Charlotte Flair, que derrotou Natalya pelo título no episódio de 14 de novembro do Smackdown. No episódio de Raw de 6 de novembro, Cesaro e Sheamus derrotaram Dean Ambrose e Seth Rollins para se tornarem os novos campeões de Duplas do Raw, tornando-os adversários de série Survivor Series contra The Usos (Jey e Jimmy Uso), que mantiveram o seu campeonato de Duplas do Smackdown contra Chad Gable e Shelton Benjamin no episódio do Smackdown de 7 de novembro.
O Gerente Geral do Raw, Kurt Angle estava prestes a anunciar os membros da equipe masculina do Raw, em 23 de outubro, até que Shane McMahon, com vários lutadores masculinos e femininos do Smackdown, vieram pela crowd. Eles avançaram para a área dos bastidores e colocaram todos os homens e mulheres do vestiário Raw no chão. Na noite seguinte, no SmackDown, o gerente geral da SmackDown, Daniel Bryan, ficou surpreso com o fato de que o Angle e os membros da programa Raw não invadiram o SmackDown, mas advertiram a Shane que eles acabariam retribuindo. Naquele mesmo episódio, o time masculino do Smackdown conseguiu seu primeiro membro, quando Randy Orton se classificou ao derrotar Sami Zayn.  Na semana seguinte, Shane anunciou-se como o capitão do time SmackDown e explicou sua invasão no Raw, afirmando que o Smackdown sempre foi encarado como a marca inferior. Ele também disse que o Raw pagaria por ferir Bryan, que Kane o atacou com um chokeslam na noite anterior no Raw. Mais tarde, nesse episódio do SmackDown, Bobby Roode e Shinsuke Nakamura se classificaram para a equipe, derrotando Dolph Ziggler e Kevin Owens, respectivamente. O último lugar para equipe SmackDown foi originalmente determinado na semana seguinte em um combate entre AJ Styles e Rusev, mas foi cancelado depois que Styles estava agendado para enfrentar Jinder Mahal pelo campeonato da WWE. Rusev enfrentou Orton para tentar se classificar ao time, mas foi derrotado. No dia seguinte no Twitter, Shane anunciou John Cena como o último membro do Team SmackDown. A comissária do Raw, Stephanie McMahon fez seu retorno no episódio de 30 de outubro do Raw e confrontou Angle; Sua última aparição havia sido na WrestleMania 33. Ela disse que a invasão do SmackDown era um constrangimento para Angle e o vestiário do Raw inteiro. Ela então deu a Angle a oportunidade de se redimir nomeando Angle como capitão do time masculino do Raw. No entanto, ela disse que, se o Team Raw perdesse no Survivor Series, Angle seria demitido. Depois, no Twitter, Angle chamou Braun Strowman como primeiro membro para a equipe do Raw. Na semana seguinte, depois do combate ter terminado em contagem dupla, Samoa Joe e Finn Bálor foram ambos adicionados ao time Raw por Angle. Mais tarde, no mesmo episódio, Angle chamou Jason Jordan como último membro do time Raw. Na semana seguinte, no entanto, Stephanie discordou da escolha final de Angle e disse que queria dizimar o Smackdown. Mais tarde, no show, Jordan estava ferido (na história), após Bray Wyatt, que havia retornado, o seu joelho esquerdo, fazendo com que ele não pudesse competir na equipe do Raw. Jordan implorou a Angle para não removê-lo da luta do Survivor Series. Angle não conseguiu fazê-lo, depois disso, Triple H retornou (sua primeira aparição no Raw desde a WrestleMania 33) e anunciou-se como o substituto de Jordan e depois o atacou com um pedigree. Na noite seguinte, no SmackDown, durante um luta de duplas entre The New Day e Owens e Zayn, o Raw invadiu o Smackdown atacando o plantel. Depois que todos foram retirados, Shane McMahon foi atacado, sofrendo um Angle Slam por Angle e dois Triple Powerbombs pelo The Shield.
O time feminino do Raw começou a se formar também no episódio de Raw de 23 de outubro. Um combate entre Alicia Fox, Bayley e Sasha Banks foi programado para determinar a capitã do time feminino do Raw, que foi conquistada por Fox. Na semana seguinte, Fox estava inicialmente agendada para enfrentar Bayley, mas, como capitã do time Raw, ela preferiu que Nia Jax enfrentasse Bayley. Após a vitória de Nia Jax, Fox escolheu Jax como sua primeira escolhida para o time feminino do Raw. Fox então adicionou Asuka ao time depois que esta derrotou Stacy Coates. Mais tarde, ela adicionou Banks ao time depois que Banks e Bayley derrotaram Fox e Jax em um combate de duplas. Bayley ganhou o último lugar no time, após derrotar Dana Brooke e Mickie James em um combate triplo. No episódio de 24 de outubro do Smackdown, Becky Lynch, Carmella, Charlotte Flair, Naomi e Tamina foram anunciadas como as cinco representantes da equipe feminina do SmackDown; Lynch foi nomeada capitã ao derrotar as outras quatro em uma luta fatal five-way. Na semana seguinte, Lynch disse que o time SmackDown precisava estar pronto caso o time Raw decidisse invadir. Então, a campeã feminina do SmackDown, Natalya, interrompeu e disse que era lamentável que ela seja a capitã, mas venceria Alexa Bliss. Ela também disse que Lynch precisava descobrir quem era o elo fraco em sua equipe. Charlotte Flair foi então removida da equipe depois de vencer o campeonato Feminino do SmackDown, substituindo Natalya.
No episódio do Raw de 6 de novembro, Dean Ambrose e Seth Rollins defendiam o Campeonato de Duplas do Raw contra Cesaro e Sheamus, quando o The New Day (Big E, Kofi Kingston e Xavier Woods) apareceram na crowd para fazer o Raw acreditar que o SmackDown estava invadindo novamente. O gerente geral Kurt Angle sinalizou para o roster do Raw ir atrás do New Day. Durante a distração, Sheamus fez o pin em Rollins para se tornarem os novos campeôes de duplas do Raw. Roman Reigns, que estava com uma doença, retornou na semana seguinte, e eles desafiaram o The New Day a um luta six-man tag team no Survivor Series, que foi oficializada. Na noite seguinte, no SmackDown, The Shield invadiu o Smackdown durante a luta entre New Day e Kevin Owens e Sami Zayn.
No TLC: Tables, Ladders & Chairs, Enzo Amore derrotou Kalisto para recuperar o campeonato dos pesos-médios. Kalisto invocou sua revanche do campeonato no seguinte episódio do 205 Live, mas Amore o manteve depois que ele foi desqualificado por atacar o árbitro. Na semana seguinte no Raw, Kalisto derrotou Drew Gulak, que teve Amore em seu corner. Após a luta, Amore atacou Kalisto. Outra revanche entre os dois foi marcada para o Survivor Series.

## Resultados
| Nº                                          | Resultados | Estipulações | Tempo |
| ------------------------------------------- | --- | --- | ----- |
| Pré- show                                   | Elias derrotou Matt Hardy | Luta individual | 9:15  |
| Pré- show                                   | Enzo Amore (c) derrotou Kalisto | Luta individual pelo Campeonato dos Pesos-Médios da WWE                                                                         | 8:45  |
| Pré- show                                   | Kevin Owens e Sami Zayn derrotaram Breezango (Fandango e Tyler Breeze) | Luta de duplas | 7:45  |
| 1                                           | The Shield (Dean Ambrose, Roman Reigns e Seth Rollins) derrotou The New Day (Big E, Kofi Kingston e Xavier Woods)                                                         | Luta de trios | 21:20 |
| 2                                           | Time Raw (Alicia Fox, Sasha Banks, Bayley, Asuka e Nia Jax) derrotou Time SmackDown (Becky Lynch, Naomi, Carmella, Natalya e Tamina) (com Lana)1                          | Luta Survivor Series 5-contra-5 de eliminação                                                                                   | 18:35 |
| 3                                           | Baron Corbin (campeão dos Estados Unidos) derrotou The Miz (campeão Intercontinental (com Bo Dallas e Curtis Axel)                                                        | Luta individual | 9:35  |
| 4                                           | The Usos (Jey e Jimmy Uso) (campeões de Duplas do SmackDown) derrotou Cesaro e Sheamus (campeões de Duplas do Raw)                                                        | Luta de duplas | 15:55 |
| 5                                           | Charlotte Flair (campeã Feminina do SmackDown) derrotou Alexa Bliss (campeã Feminina do Raw) por submissão                                                                | Luta individual | 15:00 |
| 6                                           | Brock Lesnar (campeão Universal) (com Paul Heyman) derrotou AJ Styles (campeão da WWE)                                                                                    | Luta individual | 15:25 |
| 7                                           | Time Raw (Kurt Angle, Braun Strowman, Finn Bálor, Samoa Joe e Triple H) derrotou Time SmackDown (Shane McMahon, Randy Orton, Bobby Roode, Shinsuke Nakamura e John Cena)2 | Luta Survivor Series 5-contra-5 de eliminação; se o Time Raw perdesse, Kurt Angle seria demitido de seu cargo de Gerente Geral. | 33:20 |
| (c) – Refere-se aos campeões antes da luta. | | |       |

### Eliminações nas lutasSurvivor Series
↑1 
| Eliminação        | Lutadora         | Programa         | Eliminado por    | Modo de eliminação  | Tempo            |
| ----------------- | ---------------- | ---------------- | ---------------- | ------------------- | ---------------- |
| 1                 | Becky Lynch      | SmackDown        | Bayley           | Roll-up             | 2:05             |
| 2                 | Bayley           | Raw              | Tamina           | Superfly Splash     | 5:30             |
| 3                 | Nia Jax          | Raw              | -                | Contagem            | 9:05             |
| 4                 | Alicia Fox       | Raw              | Naomi            | Roll-up             | 11:00            |
| 5                 | Naomi            | SmackDown        | Sasha Banks      | Bank Statement      | 11:08            |
| 6                 | Carmella         | SmackDown        | Asuka            | Roundhouse kick     | 13:00            |
| 7                 | Sasha Banks      | Raw              | Natalya          | Sharpshooter        | 15:30            |
| 8                 | Tamina           | SmackDown        | Asuka            | Flying cross armbar | 17:35            |
| 9                 | Natalya          | SmackDown        | Asuka            | Asuka Lock          | 18:35            |
| Sobreviventes(s): | Asuka (Time Raw) | Asuka (Time Raw) | Asuka (Time Raw) | Asuka (Time Raw)    | Asuka (Time Raw) |

↑2 
| Eliminação        | Lutadora                             | Programa                             | Eliminado por                        | Modo de eliminação                   | Tempo                                |
| ----------------- | ------------------------------------ | ------------------------------------ | ------------------------------------ | ------------------------------------ | ------------------------------------ |
| 1                 | Shinsuke Nakamura                    | SmackDown                            | Braun Strowman                       | Running Powerslam                    | 11:40                                |
| 2                 | Bobby Roode                          | SmackDown                            | Braun Strowman                       | Running Powerslam                    | 13:00                                |
| 3                 | Samoa Joe                            | Raw                                  | John Cena                            | Attitude Adjustment                  | 18:10                                |
| 4                 | John Cena                            | SmackDown                            | Kurt Angle                           | Angle Slam                           | 21:55                                |
| 5                 | Finn Bálor                           | Raw                                  | Randy Orton                          | RKO                                  | 24:00                                |
| 6                 | Randy Orton                          | SmackDown                            | Braun Strowman                       | Running Powerslam                    | 26:40                                |
| 7                 | Kurt Angle                           | Raw                                  | Shane McMahon                        | Pedigree por Triple H                | 32:05                                |
| 8                 | Shane McMahon                        | SmackDown                            | Triple H                             | Pedigree                             | 33:20                                |
| Sobreviventes(s): | Braun Strowman e Triple H (Time Raw) | Braun Strowman e Triple H (Time Raw) | Braun Strowman e Triple H (Time Raw) | Braun Strowman e Triple H (Time Raw) | Braun Strowman e Triple H (Time Raw) |